# Чорбаджия
Чорбаджия (на турски: çorbacı – чорбаджъ) е турска дума, която има няколко значения.
Чорбаджия е офицерски чин в корпуса на еничарите. Той е командир на орта и е агата на бюлюка. Облечен е в червено облекло.
Представлява титла, която се дава на мухтарите – местните първенци в провинциите на Османската империя. Те имат задължението да настаняват пътниците.
В областите с преобладаващо християнско население, като например българските земи, „чорбаджии“ са наричани членовете на селищния елит: богати търговци, лихвари, едри земевладелци. Местната османска власт ги ангажира за разни административни длъжности, например в системата на данъчно облагане (като откупвачи и събирачи на данъци), като доставчици за държавата и в съдебната система. „Чорбаджийството“ е назоваване точно на тази административна ангажираност – то е можело да бъде прекратявано по решение на местната власт. Фактически не всички богати и влиятелни представители на подчиненото население са били чорбаджии, нито чорбаджиите са били винаги най-богатите и влиятелните.
Според Пиер Воалери чорбаджия е лицето, назначено от османската власт или от единоверците си, за да бъде техен представител по всички външни за общността въпроси.
След края на османското владичество в дадена територия със смяната на обществената система честотата на употреба на понятието намалява, но то разширява значението си. Днес под „чорбаджия“ се разбира:
- изтъкнат, богат човек изобщо, имащ голямо влияние в съответната област;
- собственик, ръководител.

От това звание произлизат фамилни имена – Чорбаджиев, Чорбаджийски и др. Производното прилагателно „чорбаджийски“ се използва за обозначаване на обекти, които се отличават с особено качество (чорбаджийски чушки, чорбаджийска яхния, чорбаджийска трапеза...).